# Setra 300
Setra 300 — серия автобусов, выпускаемых немецкой компанией Setra с 1991 по 2006 год.

## Модельный ряд

### Городские автобусы
- S 300 NC (с 1991 по 1996)
- S 315 NF (с 1996 по 2006)
- S 319 NF (с 1995 по 2006)

### Междугородные автобусы
- S 313 UL
- S 313 UL-GT
- S 315 H
- S 315 UL
- S 315 UL-GT
- S 316 UL
- S 317 UL
- S 317 UL-GT
- S 319 UL
- S 319 UL-GT
- SG 321 UL
- SG 321 UL-GT

### Top class

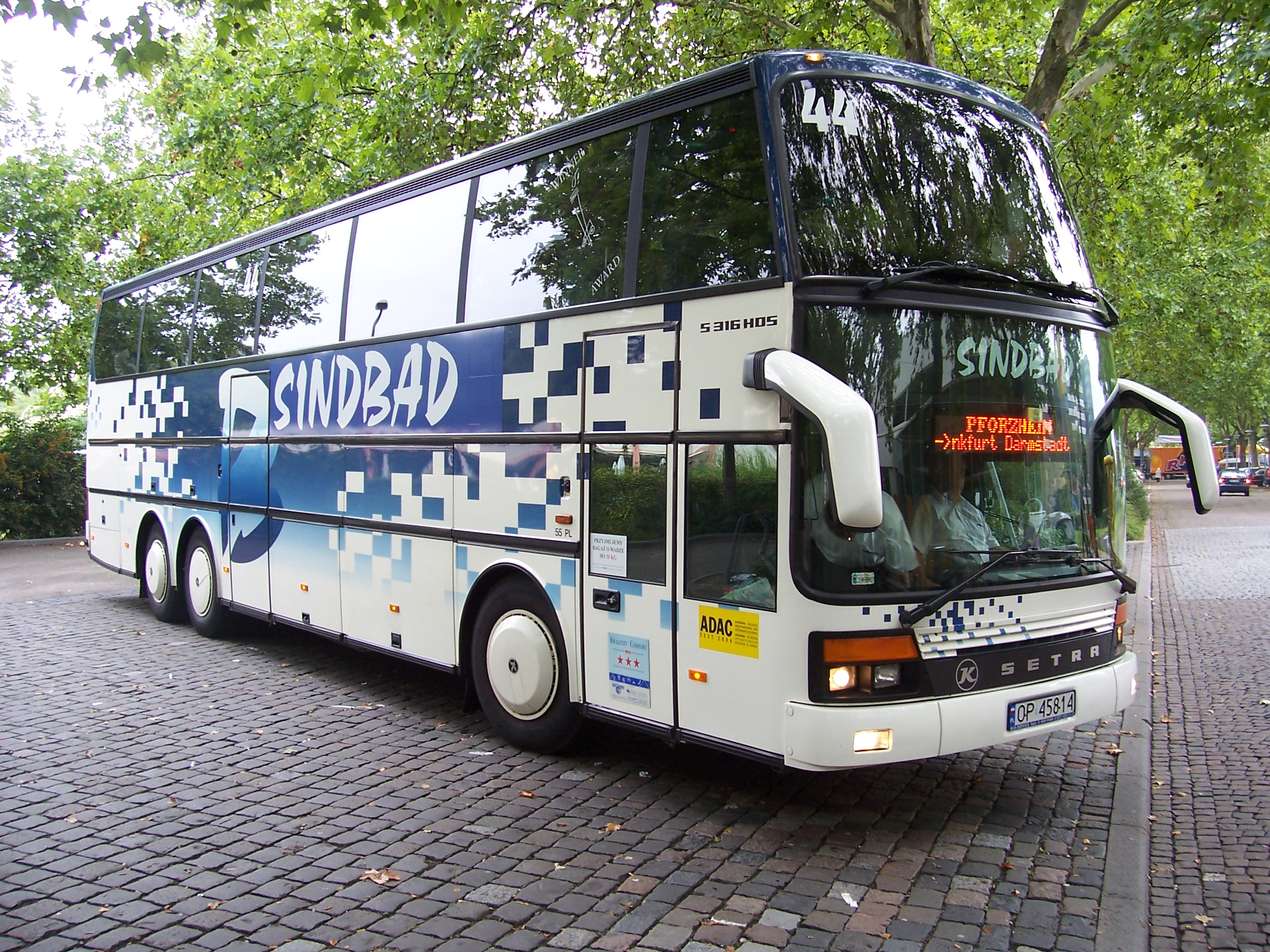
S 316 HDS

В серии Top Class — туристические лайнеры.
- S 309 HD
- S 312 HD
- S 315 GT
- S 315 GT-HD
- S 315 HD
- S 315 HDH
- S 315 HDH/2
- S 315 HDH/3
- S 316 HDS
- S 317 GT-HD
- S 317 HDH
- S 319 GT-HD
- S 328 DT

### Класс Confort

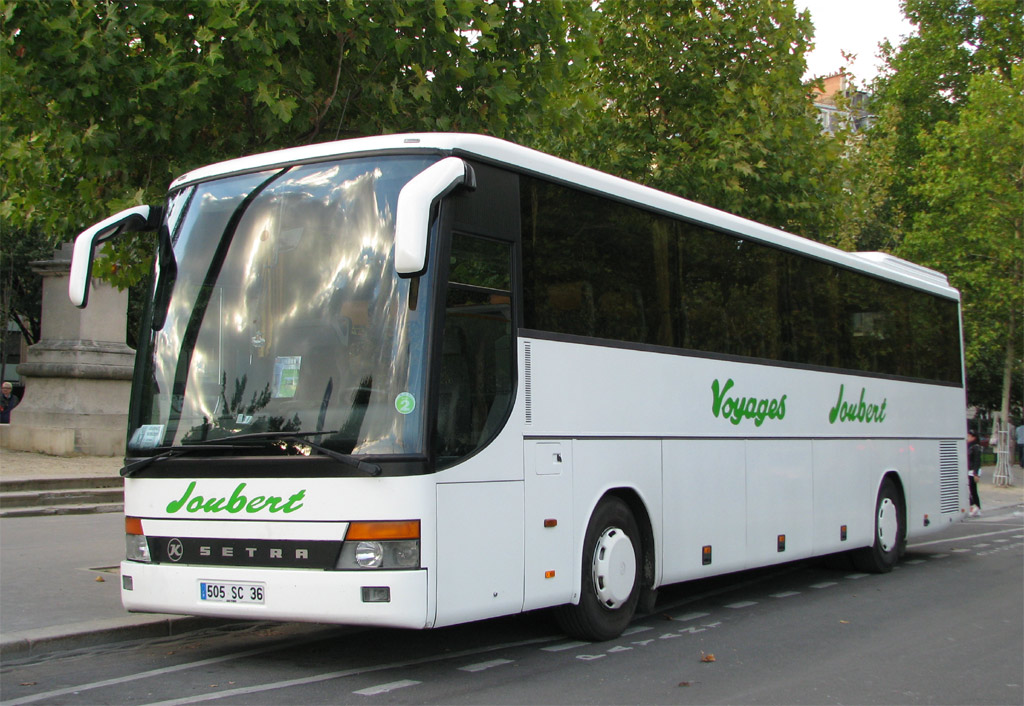
S 315 GT-HD

- S 315 GT
- S 315 GT-HD
- S 317 GT-HD
- S 319 GT-HD